# أولاد جموح (بوعروس)
أولاد جموح هي إحدى مشيخات المملكة المغربية، تتبع جغرافيا لإقليم تاونات وإداريًا لبوعروس. يقدر عدد سكانها بـ 9266 نسمة حسب الإحصاء الرسمي للسكان والسكنى لسنة 2004.